# منزل لاود
منزل لاود (بالإنجليزية: The Loud House)‏ مسلسل رسوم متحركة أمريكي من إنتاج استوديوهات نكلوديون للرسوم المتحركة بدأ عرضه على نكلوديون الولايات المتحدة الأمريكية في 2 مايو 2016 ومن بعدها على باقي قنوات نكلوديون العالمية في وقت لاحق من عام 2016 يتحدث المسلسل عن لينكولن لاود وأفراد عائلة لاود التي تقضي أوقات رائعة مع بعضهم البعض والاستمتاع بها على طريقتهم الخاصة.

## الشخصيات

### الشخصيات الرئيسية

من اليسار: لينكولن, لوري, ليني, لونا, لوان, لين, لوسي, لانا, لولا, ليزا, ليلي

- لينكولن لاود (بصوت غرانت بالمر)[5] — في الحادية عشر من عمره، لينكولن هو الابن الوحيد والأخ الأوسط في عائلة لاود؛ هو يحب أن يقرأ القصص المصورة، في كثيرا من الأحيان تقع الاسرة في فوضى ويخرجها منها عن طريق إيجاد حلول مبتكرة.
- لوري لاود (بصوت كاثرين تابر)[6] — في السابعة عشر من عمرها، وهي أكبر أطفال عائلة لاود (حقيقة أنها تفخر); يصور أن لوري متسلطة، وساخرة وتتنازل من آجل لينكولن. رغم كل ذلك، قالت أنها لا تهتم لآمر شقيقها وأخواتها.
- ليني لاود (بصوت ليليانا مومي) ـــ في السادسة عشر من عمرها، وهي ثاني أكبر أطفال عائلة لاود. ووصفت ليني أنها جميلة شقراء غبية، لكنها الساذجة جدا. وتظهر موهبتها من خلال تصميم الأزياء والنحت على الخشب.
- لونا لاود (بصوت نيكا فوترمان) ـــ في الخامسة عشر من عمرها، تحب الموسيقا بشدة، وتردد كلمات الأغنية! بروح حماسية وبطلاقة، هي دائماً جاهزة لرفع الصوت والتمايل، هي دائماً تشعر بالمتعة بمساعدة اقرانها عندما يكونوا بحاجة إليها. لكنها بالتأكيد تحب الصوت العالي في منزل لاود!
- لوان لاود (بصوت كريستينا بوسيلي) ـــ في الرابعة عشر من عمرها، تحب ان تضحك الآخرين. من صخب الوسائد إلى الأزهار المتناثرة ودميتها مستر كوكونت التي تتكلم من بطنها. لوان دائماً جاهزة للمقالب. والشيء الأكيد ان لاشيء يجعلها تهدء ابداً!
- لين لاود (بصوت جيسيكا ديسيكو) ـــ في الثالثة عشر من عمرها، يمكنها ان تحول أي شيء إلى رياضة. وضع البيض؟ القفز! مسح المطبخ؟ اللطم! لين تؤمن بالخرافات وتحب المنافسة عندما يتعلق الأمر بفريقها المفضل. إضافة فإنها لا ترفض أي تحد!
- لوسي لاود (بصوت جيسيكا ديسيكو) ـــ في الثامنة من عمرها، تحب كل الأشياء الداكنة. دائماً ما تجدها وهي تحرر قصائدها الخيالية وتشارك وجهة نظرها. إذا لم تشاهد لوسي لفترة فلا تقلق ... ستظهر لك فجأة بشكل خفي عندما لم تكن تتوقع ذلك!
- لانا لاود (بصوت غراي ديلايل - غريفين) ـــ في السادسة من عمرها، وهي عبقرية التصليحات وهي دائماً جاهزة للمساعدة. مهما كان العمل صعباً. هل تريد ان تنظف حمامك؟ أو تريد أن تطعم الأفعى، ليس هناك أي عمل صعب أو مقرف بالنسبة لها. كل ما تطلبه بالمقابل هو بعض قطع اللبان أو حفنة لتطعم الكلب.
- لولا لاود (بصوت غراي ديلايل - غريفين) ـــ في السادسة من عمرها، مفعمة بالقوة والحيوية لديها الكثير من الاهتمامات من ضمنها التقاط الصور والتألق وجمالها الخاص، وجمال وجهها خلف هذا الجمال والتألق هناك عقل مدبر للمشاكل. لولا هي العين والأذن لمنزل لاود، لذلك من الأفضل البقاء إلى صفها دائماً
- ليزا لاود (بصوت لارا جيل ميلر) ـــ في الرابعة من عمرها، هي أكثر ذكاء من أقرانها مجتمعين. تقضي معظم وقتها في مختبرها تعمل على صنع أنفجارات غريبة، ولكن هي دائماً مستعدة للمساعدة في الوظائف أو شرح مكونات مخدة أحدهم. هي تحب أختبار الأشياء وأقرانها!
- ليلي لاود (بصوت غراي ديلايل - غريفين) ـــ في الخامسة عشر شهراً من عمرها، ربما تكون أصغر الأفراد في منزل لاود، لكن ما ينقصها هو الحجم، إنها تعوض عن هذا بمفاجأتها، وهي محترفة بتوسيخ الحفاضات ويسيل لعابها على كل شيء. حتى انه تدعى بماكينة توسيخ الحفاضات وهي الصديقة الصغيرة المحببة للجميع!

## الحلقات

### الحلقة التجريبية
- منزل لاود | يونيو 2014  الولايات المتحدة

### الموسم 1 (2016)
| رقم | عنوان الحلقة         | تاريخ البث (الولايات المتحدة) | تاريخ البث (العالم العربي) | المشاهدات بالملايين (الولايات المتحدة) |
| --- | -------------------- | ----------------------------- | -------------------------- | -------------------------------------- |
| 1أ  | متروك في الظلام      | 02 مايو 2016                  | 15 مايو 2016               | 2.07                                   |
| 1ب  | خذ الخطاب            | 02 مايو 2016                  | 15 مايو 2016               | 2.07                                   |
| 2أ  | المتطفل الثقيل       | 03 مايو 2016                  | 16 مايو 2016               | 1.79                                   |
| 2ب  | دراسة قضية           | 03 مايو 2016                  | 16 مايو 2016               | 1.79                                   |
| 3أ  | آنسة القيادة الهابطة | 09 مايو 2016                  | 17 مايو 2016               | 1.74                                   |
| 3ب  | لا شجاعة، لا غلوري   | 10 مايو 2016                  | 17 مايو 2016               | 1.85                                   |
| 4أ  | تابقعة الحلوة        | 06 مايو 2016                  | 18 مايو 2016               | 1.74                                   |
| 4ب  | قصة المائدتين        | 06 مايو 2016                  | 18 مايو 2016               | 1.74                                   |
| 5أ  | مشروع منزل لاود      | 05 مايو 2016                  | 19 مايو 2016               | 1.78                                   |
| 5ب  | قرار رحلة التخييم    | 05 مايو 2016                  | 19 مايو 2016               | 1.78                                   |
| 6أ  | صوت الهدوء           | 19 مايو 2016                  | 22 مايو 2016               | 1.79                                   |
| 6ب  | رواد الفضاء          | 20 مايو 2016                  | 22 مايو 2016               | 1.74                                   |
| 7أ  | الصورة المثالية      | 11 مايو 2016                  | 23 مايو 2016               | 1.87                                   |
| 7ب  | السروال الضيق        | 12 مايو 2016                  | 23 مايو 2016               | 1.77                                   |
| 8أ  | لينك أو السباحة      | 13 مايو 2016                  | 24 مايو 2016               | 1.84                                   |
| 8ب  | تبديل شخصية الرضيع   | 18 مايو 2016                  | 24 مايو 2016               | 1.64                                   |
| 9أ  | حفلة المبيت          | 20 يوليو 2016                 | 25 مايو 2016               | قريبا                                  |
| 9ب  | تنظيف البيت          | 07 يونيو 2016                 | 25 مايو 2016               |                                        |
| 10أ | الاستعادة            | 16 مايو 2016                  | 26 مايو 2016               | 1.85                                   |
| 10ب | كذب وعواقب           | 17 مايو 2016                  | 26 مايو 2016               | 1.64                                   |
| 11أ | تأثير الفراشة        |                               | 27 مايو 2016               | 9 يونيو 2016                           |
| 11ب | البيت الأخضر         |                               | 27 مايو 2016               | 8 يونيو 2016                           |
| 12أ | العنكبوت             |                               | 28 مايو 2016               |                                        |
| 12ب | إضراب وسلام          |                               | 28 مايو 2016               |                                        |

### الموسم 2 (2016-2017)
أعلنت نكلوديون عن تجديد مسلسل منزل لاود لموسم ثاني بـ26 حلقة وسيعرض في نهاية عام 2016 في وقت الهالوين وعيد الميلاد.

### حلقة خاصة
| رقم | عنوان الحلقة | تاريخ البث (الولايات المتحدة) | تاريخ البث (العالم العربي) (نيكتونز العربية) | تاريخ البث (العالم العربي) (إم ‌بي ‌سي 3) | المشاهدات بالملايين (الولايات المتحدة) |
| --- | ------------ | ----------------------------- | -------------------------------------------- | --------------------------------------- | -------------------------------------- |
| 1   |              | 23 مايو 2020                  | 17 أكتوبر 2020                               |                                         | 0.64                                   |

## مؤدي الاصوات والنسخة العربية
| اسم الشخصية بالعربي | اسم الشخصية بالانجليزي | مؤدي الصوت في النسخة العربية | مؤدي الصوت في النسخة الإنجليزية |
| ------------------- | ---------------------- | ---------------------------- | ------------------------------- |
| لينكولن لاود        | Lincoln Loud           | معوض إسماعيل                 | غرانت بالمر                     |
| لوري لاود           | Lori Loud              | ياسمين سمير                  | كاثرين تابر                     |
| ليني لاود           | Leni Loud              | جيسي عادل                    | ليليانا مومي                    |
| لونا لاود           | Luna Loud              | سلوى خطاب                    | نيكا فوترمان                    |
| لوان لاود           | Luan Loud              | رنا عادل                     | كريستينا بوسيلي                 |
| لين لاود            | Lynn Loud, Jr          | لوما صبري                    | جيسيكا ديسيكو                   |
| لوسي لاود           | Lucy Loud              | آسيا النابلسي                | جيسيكا ديسيكو                   |
| لانا لاود           | Lana Loud              | دعاء رياض                    | غراي ديلايل                     |
| لولا لاود           | Lola Loud              | دعاء رياض                    | غراي ديلايل                     |
| ليسا لاود           | Lisa Loud              | أية حمزة                     | لارا جيل ميلر                   |
| ليلي لاود           | Lily Loud              | سهير البدراوي                | غراي ديلايل                     |
| كلايد مبرد          | Clyde McBride          | مايكل جميل                   | كاليل هاريس                     |

## روابط خارجية
- منزل لاود على موقع IMDb (الإنجليزية)
- منزل لاود على موقع روتن توميتوز (الإنجليزية)
- منزل لاود على موقع نتفليكس (الإنجليزية)
- منزل لاود على موقع فيلمافينيتي (الإسبانية)
- منزل لاود على موقع كينوبويسك (الروسية)
- منزل لاود على موقع ألو سيني (الفرنسية)
- منزل لاود على موقع قاعدة بيانات الفيلم (الإنجليزية)